# Haute-Lusace
1076–1806
Entités précédentes :
- Marche de Misnie

Entités suivantes :
- Royaume de Saxe

La Haute-Lusace (en allemand : Oberlausitz ; en polonais : Górne Łużyce, Lužice Hornja en haut sorabe et Gorna Łužyca en bas sorabe ; en latin : Lusatia superior) est une région historique, la partie méridionale de la Lusace. 
Elle se situe aux deux tiers dans le Land de Saxe, en Allemagne ; la partie orientale, à l'Est de la Neisse, se trouve dans la voïvodie de Basse-Silésie en Pologne. La région, un ancien margraviat du Saint-Empire romain, est née du pays de Budissin (Bautzen) qui au XIe siècle devint possession des souverains de Bohême. Au fil des siècles, elle a adopté le nom de la marche de Lusace (la Basse-Lusace ultérieure) au nord. 
Les deux parties de la Lusace font partie de la zone d'établissement du peuple slave des Sorabes.

## Géographie

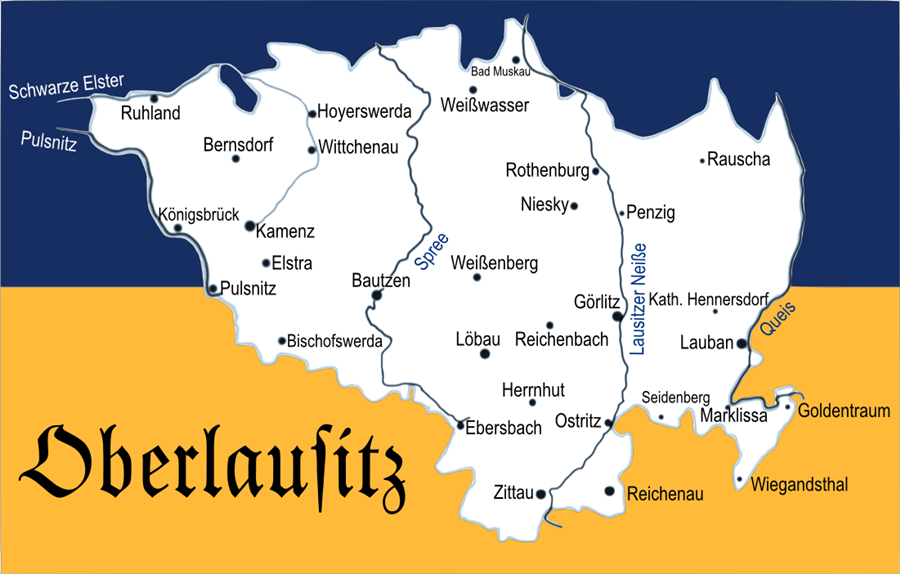
Carte de la Haute Lusace.

La plus grande partie de la région est située en Saxe (67 %) et en Pologne (30 %), seule une petite portion se trouve sur le territoire du Land de Brandebourg (3 %). 
En Saxe, la Haute Lusace comprend les arrondissements de Bautzen et de Görlitz. En Brandebourg, seulement la région autour de la petite ville de Ruhland jusqu'au village de Tettau, dans le Sud de l'arrondissement de Haute-Forêt-de-Spree-Lusace, appartient à la Haute-Lusace. À l'ouest, la rivière Pulsnitz forme la limite avec l'ancienne marche de Misnie. La région entre la Neisse et la Kwisa (en allemand : Queis) appartient depuis 1945 à la Pologne où elle fait partie de la voïvodie de Basse-Silésie (correspondant à peu près aux powiats de Lubań et de Zgorzelec). 
Tout au nord-est, la région comprend Bad Muskau et la ville polonaise voisine de Łęknica (appartenant à la voïvodie de Lubusz) avec le célèbre parc de Muskau. Au Sud, la Haute-Lusace confine avec la Bohême, le long de l'actuelle frontière entre l'Allemagne et la Tchéquie, continuant de Steinigtwolmsdorf à l'Ouest jusqu'à Pobiedna à l'Est, près du tripoint avec la Silésie.

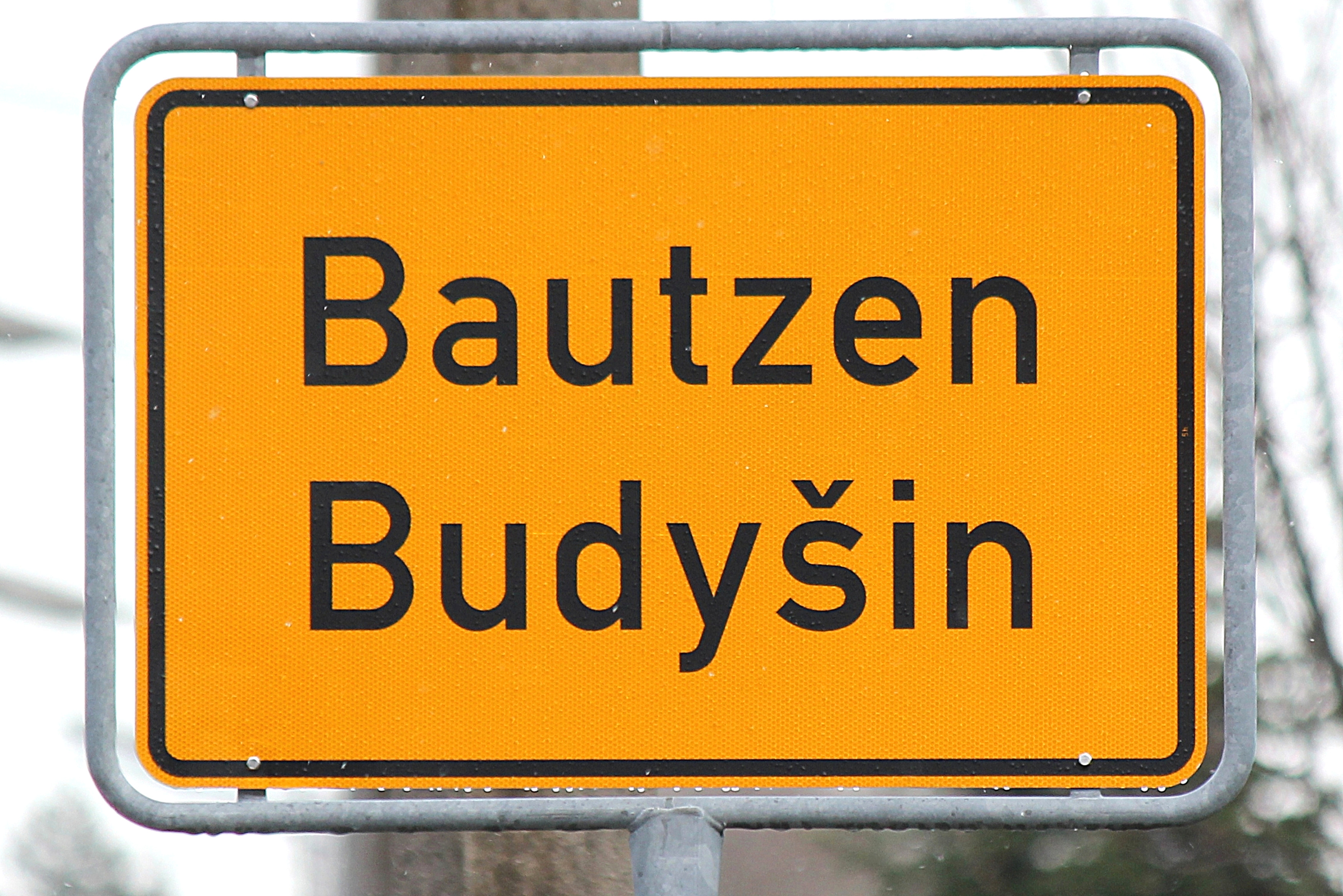
Panneau indicateur bilingue allemand/sorabe à l'entrée de Bautzen.

Au Nord, la région s'étend sur le macrochore de landes et d'étangs de Haute-Lusace comprenant le paysage de landes et d'étangs de Haute-Lusace, classé une réserve de biosphère par l'UNESCO. Le Sud est caractérisé par des collines et montagnes, notamment les monts de Zittau (793 m) comme partie septentrionale des monts de Lusace et les pentes des monts de la Jizera (1 072 m) au Sud-Est.  
Les principales villes de la Haute-Lusace sont Bautzen, Görlitz, Kamenz, Zittau, Löbau, Hoyerswerda et Bischofswerda, ainsi que Zgorzelec et Lubań en Pologne. Aujourd'hui, environ 780 000 personnes vivent dans la Haute Lusace, dont près de 160 000 d'entre elles, vivant dans la partie polonaise à l'est de la rivière Neisse. Une partie de la Haute-Lusace appartient à la zone de peuplement des Sorabes. Dans la zone entre Kamenz, Bautzen et Hoyerswerda, environ 20 000 personnes parlent le sorabe.

## Histoire

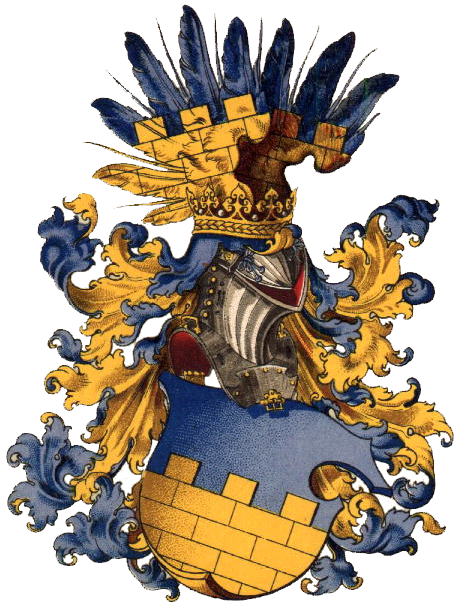
Blason de Haute-Lusace

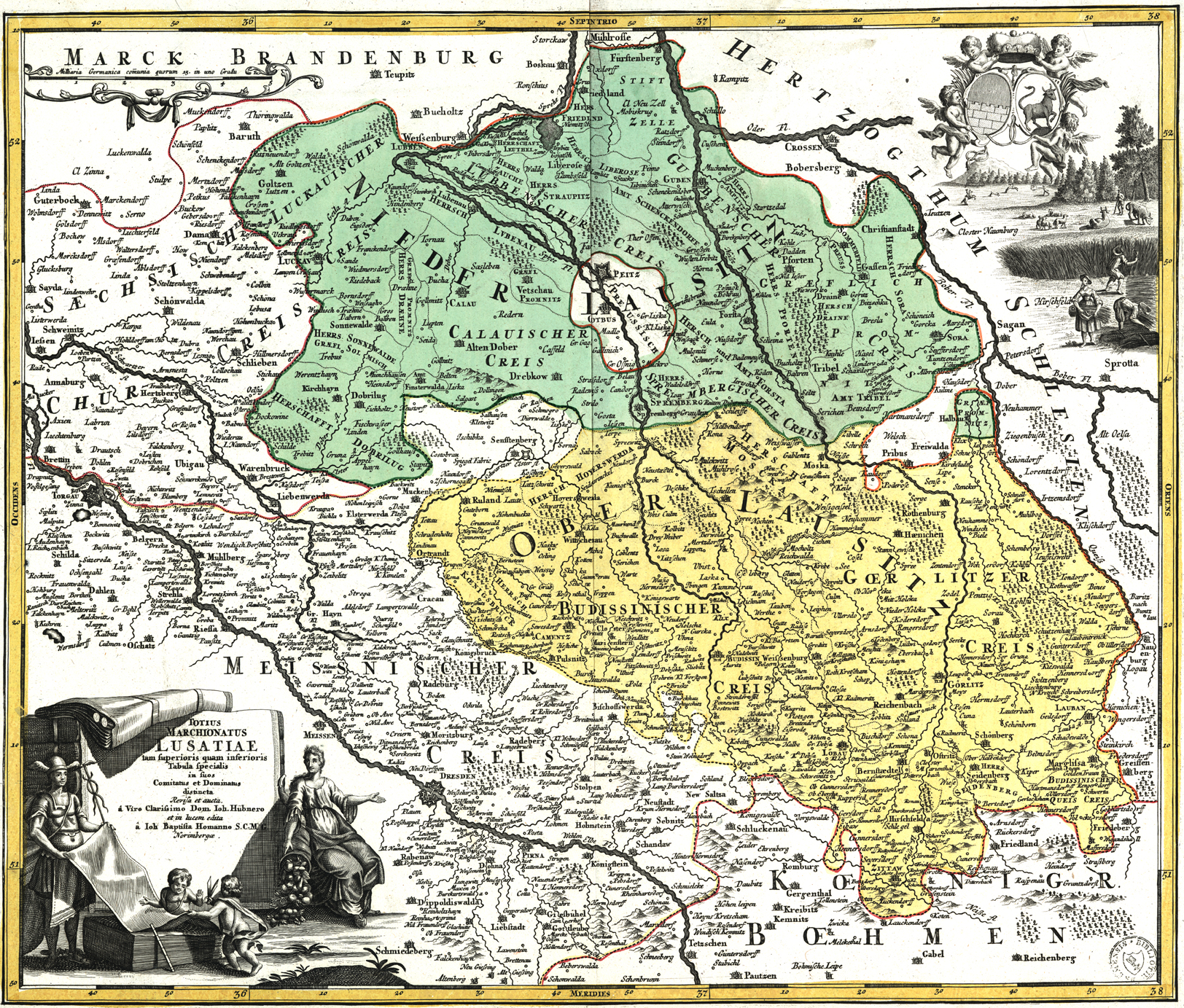
Carte du XVIIIe siècle présentant les régions de la Basse-Lusace (en vert) et de la Haute-Lusace (en jaune).